# Erzsébetváros
Erzsébetváros (česky Alžbětino město) je název VII. obvodu Budapešti, hlavního města Maďarska. Rozkládá se na pešťské části Dunaje

## Historie
Erzsébetváros byl pojmenován po Alžbětě Bavorské, manželce císaře Františka Josefa I. Součástí obvodu je židovská čtvrť, ve které se nachází Velká synagoga, největší aktivní synagoga v Evropě.
Ezsébetváros je nejhustěji obydlený obvod v Budapešti. Během socialistické éry počet však obyvatel čtvrti značně poklesl, neboť se mladí lidé a rodiny stěhovali do novějších obvodů města. Gentrifikace začala kolem roku 2005.
Součástí obvodu je také část čtvrtě Istvánmező.

## Partnerská města
- Sveti Vlas, Bulharsko
- Požega, Chorvatsko
- Nevers, Francie
- Stavroupoli, Soluň, Řecko
- Siedlce, Polsko
- Stari Grad, Bělehrad, Srbsko
- Karlovac, Chorvatsko
- Safed, Izrael

## Galerie

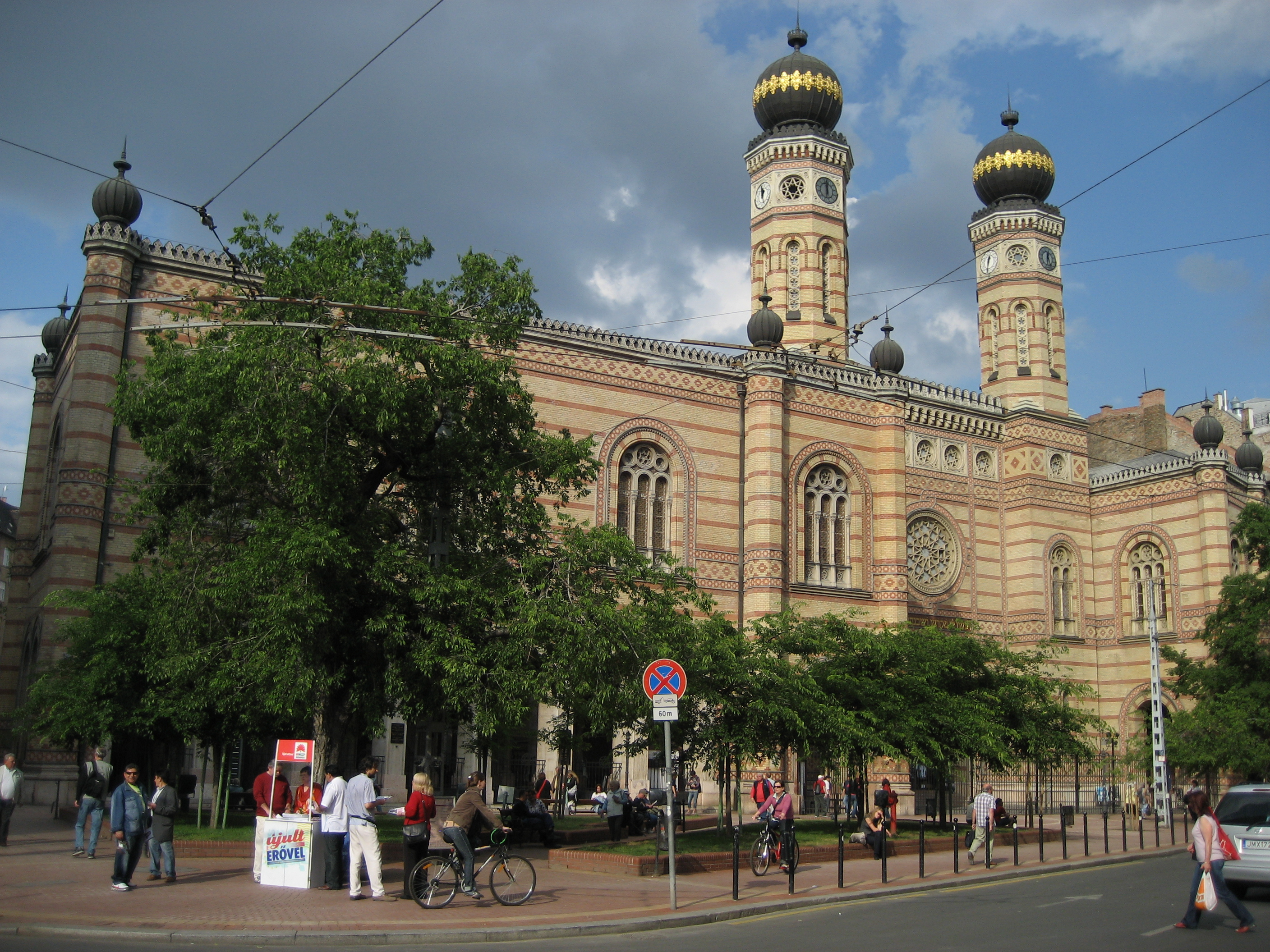
Velká synagoga
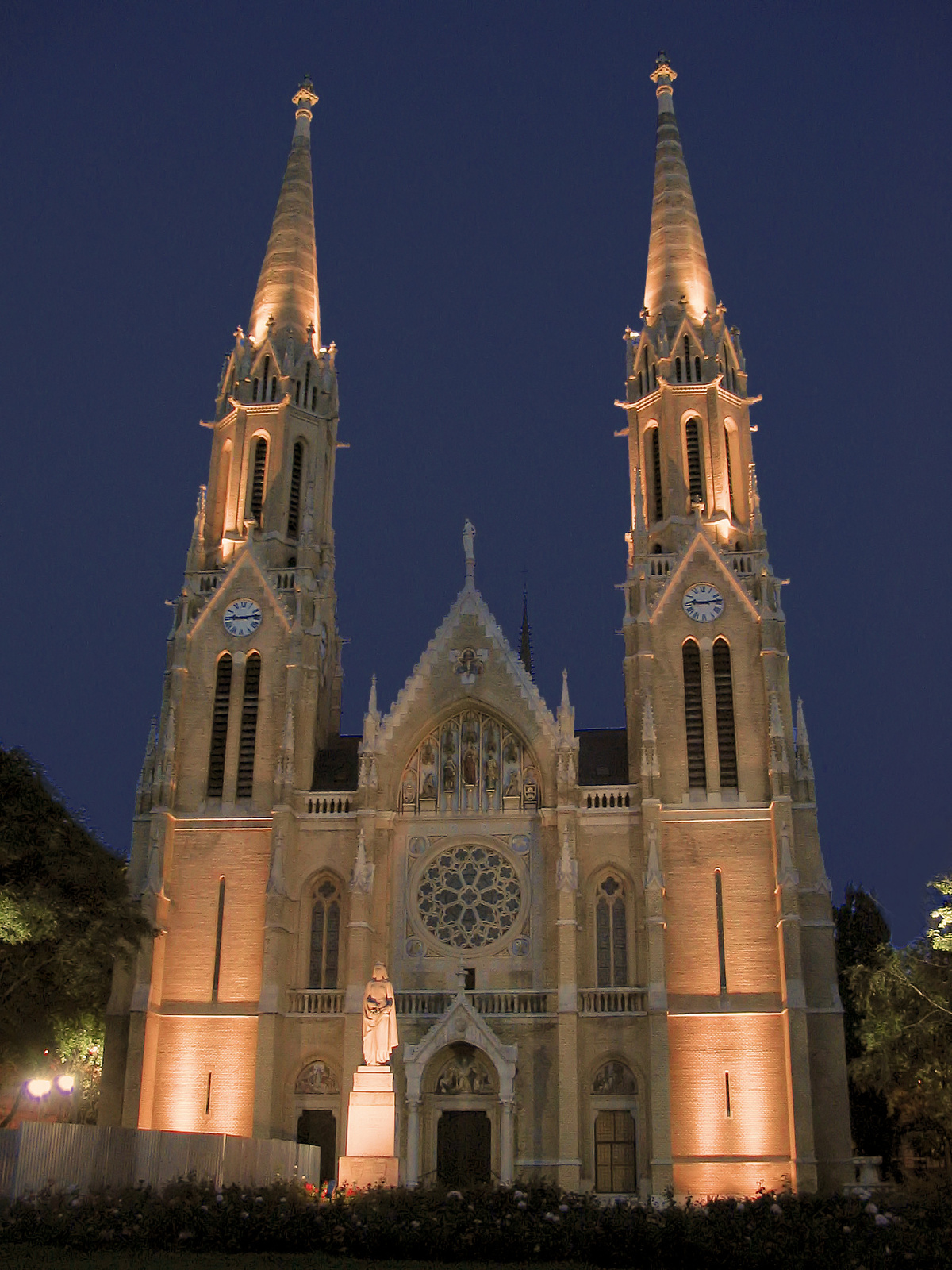
Chrám na Náměstí růží
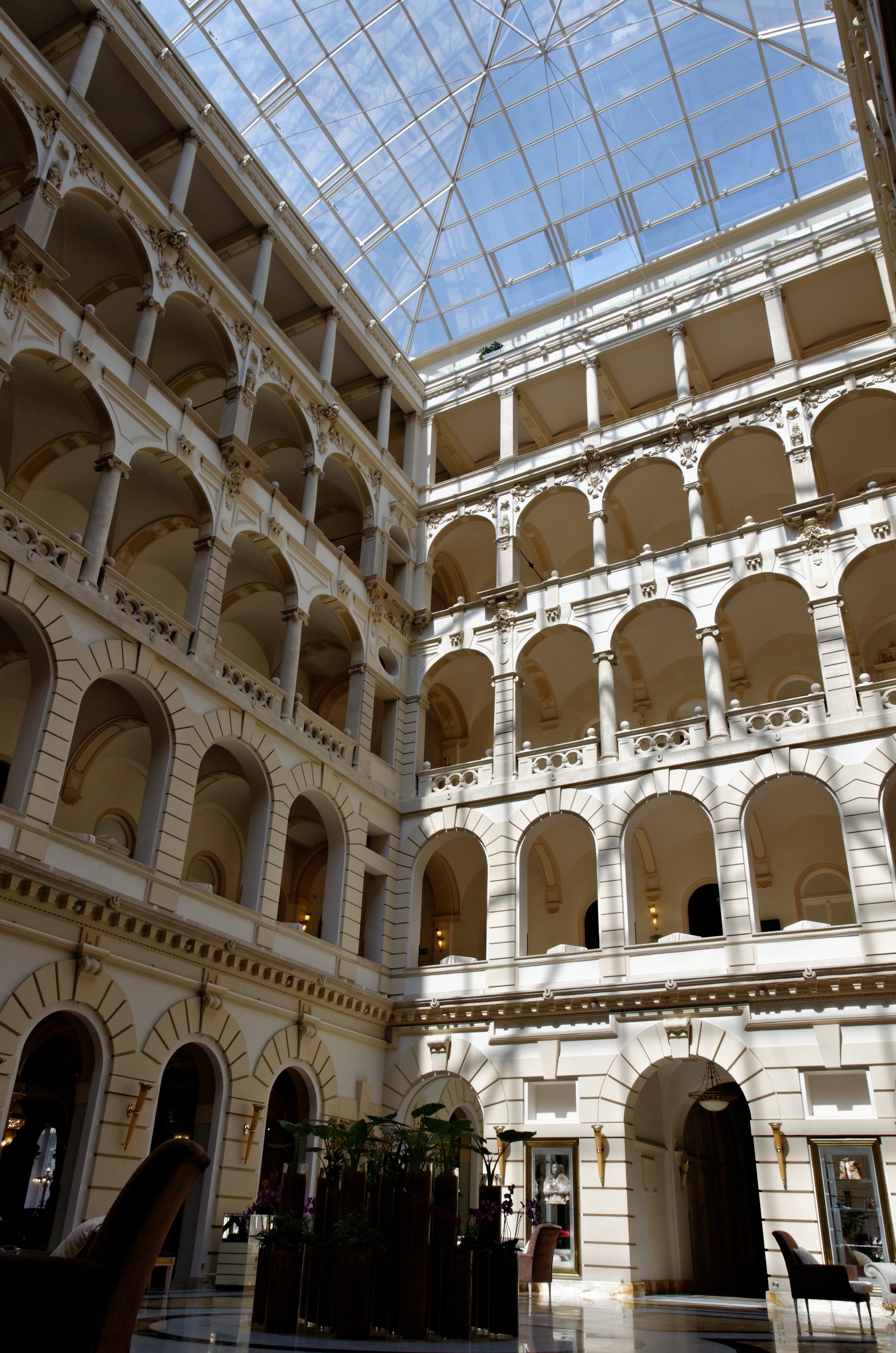
Boscolo Budapest Hotel
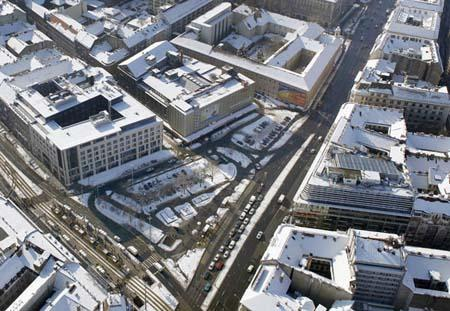
Náměstí Blaha Lujza
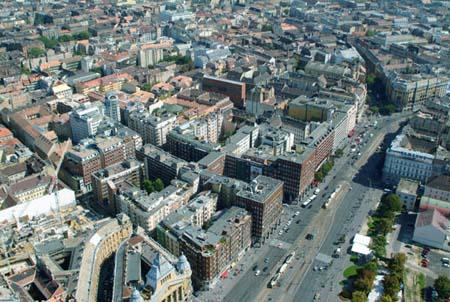
Náměstí Madách
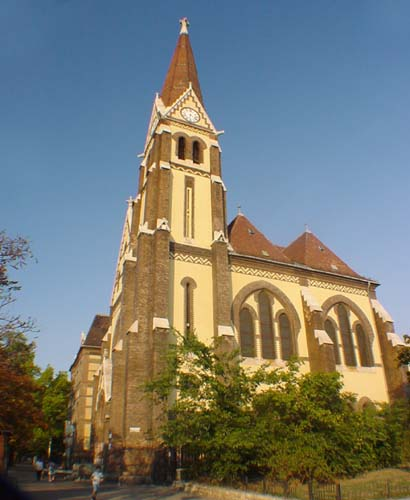
Evangelický kostel
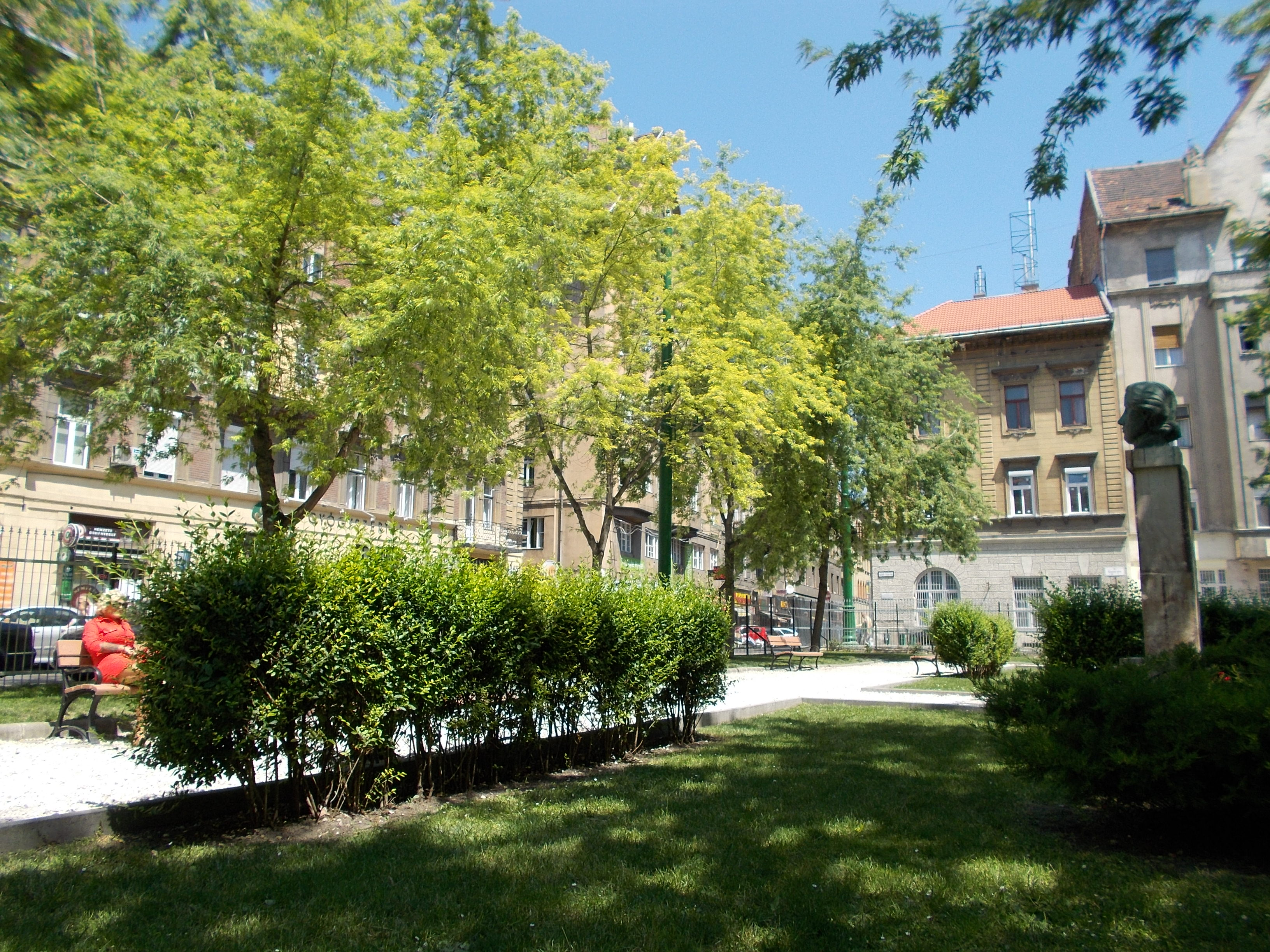
Park se sochou Anny Kéthly
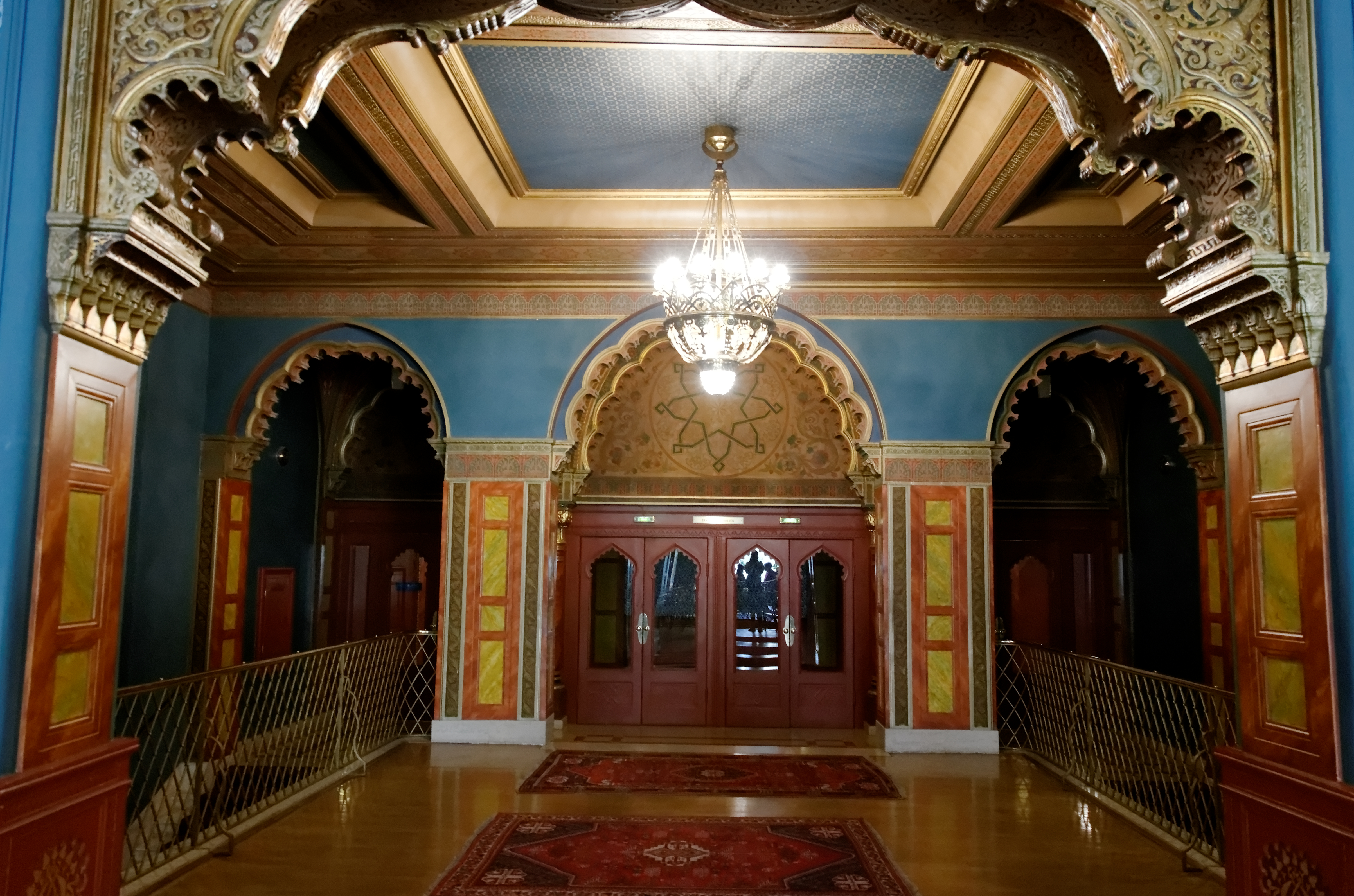
Národní kino Uránia